# Togetter
Togetter（トゥギャッター）は、Twitterのツイートを集めて公開されるウェブサービスである。吉田俊明が開発し、彼が代表を務めるトゥギャッター株式会社（英: Togetter Inc.）が運営している。
ユーザー投稿型ウェブサイトとして始まったが、2025年1月31日にユーザー投稿を別サイトposfie（ポスフィー）に分離し、Togetterではサイト運営者自身が編集したコンテンツのみを掲載するようになった。

## 概要
Twitterに投稿された発言を任意の順序に並べ替えたり、取捨選択したりして公開することができるCGMサイトである。
Twitterに投稿されたツイートをツイート主の同意なしに「引用」「まとめ」などと称して盗用するのは本来は違法だが、Twitterに投稿した人はそのコンテンツの利用をTwitter社に無償で許諾したものと「Twitterサービス利用規約」においてみなされ、またトゥギャッター社はTwitter社からTwitterに投稿されたツイートの利用許諾を得ているため、Togetterのユーザーがトゥギャッター社の履行補助者となる形で、TogetterにおいてTwitterのツイートを合法的に引用してまとめることが出来る。ただし、ツイートの著作権はツイートを行った人の物であり、まとめた人が著作権を行使することが出来ない。また、まとめのコメントなど「まとめ」自体に著作権が発生する場合は、Togetterのユーザーがトゥギャッター社に利用許諾を行った物とみなされるため、Togetterがまとめの著作権の行使を行うことについて、まとめの作成者やコメント者が著作者人格権を行使することはできない。
吉田は2009年9月、ITイベントの様子を報告するため、イベントについてのTwitterの「つぶやき」（tweet、ツイート）をプレゼン資料に活用しようと考え、ドラッグ・アンド・ドロップでつぶやきを抜き出して、一覧表示できるツール作りを思い立ったという。
Twitterで公開されているツイートをドラッグアンドドロップで選び、1画面にまとめて表示できる。文字の色を替えたり、時系列に並んでいるつぶやきの順序を入れ替えたりもできる。自分で投稿したツイートや他人のツイートから面白いものを抜き出す、イベントなどの実況報告を抜き出す、論争が起きた場合に各論者の立場をわかりやすくするなどの使い方がある。
2025年1月22日、代表取締役：吉田俊明はサービスを分割し独自コンテンツ（まとめ）を作成していくメディア（togetter.com）と従来どおりユーザーがまとめを作成・シェアできるサービス（新ドメイン）に分割する計画であることを表明した。

## 沿革
- 2009年（平成21年）9月 - 公開[2]。
- 2010年（平成22年）
  - 3月 - ソフトバンクのイベントで孫正義が本サービスを利用したプレゼンテーションを行った[2]。
  - 4月 - 「月間ユニークユーザー72万、ページビュー280万、累計まとめ数1万5000」を有するとアイティメディアが報じた[2]。
  - 6月 - トゥギャッター株式会社を設立[3]。
- 2012年（平成24年）2月25日 - 話題になったツイートをまとめたユーザーを表彰するイベントを開催[10]。

## 姉妹サービス・サイト
運営元のトゥギャッター社は当サービスをもとに、他にもTwitterに関するサービスを展開している。
Twilog
Twilog（ツイログ）はツイートを取得・保存するサービス。2009年9月より個人開発者のロプロスが開設・運営していたが、2023年3月29日に発表された新しいAPIの料金形態が以前と比べ厳しいものになったことを受け、ロプロスは4月中にツイートの記録が終了する可能性が高いと表明。4月5日にはTwilogのAPI利用が停止されツイートを取得することが出来なくなった。2023年5月12日、トゥギャッターはTwilogを買収したことを発表し、同月24日にサービスを再開。トゥギャッターは買収に際し、TwilogとTogetterを統合するための開発を進め、ロプロスと協力しTogetterにTwilogの機能を取り込む形でサービス存続させることを表明した。2024年4月24日、APIのツイート取得数制限を圧迫していることを理由にツイートの自動取得を停止し、有料プラン専用の機能とすることを発表。同年5月1日に開始された有料プランは自動取得、ツイート取得数制限の撤廃、ユーザーページの広告非表示に対応し、いいね・ブックマークの取り込みと全文検索、Xでエクスポートしたアーカイブのインポート機能などの実装が予定されている。
2025年7月30日16時頃よりTogetter、posfie、Twilog全体のアクセス不能障害の復旧の際にデータベースを消失したことが翌31日に報告された。
posfie
posfie（ポスフィー）は、2025年1月30日に開始したシステムで、Togetterと同様にまとめの作成が可能である。Togetterに投稿された既存のまとめは順次posfieに移動され、Togetterは新規でのまとめ投稿を終了した。

### 終了したサービス・サイト
Chirpstory
Chirpstory（チャープストーリー）は、英語圏向け国際版Togetterともいえるサービス。2010年12月に開始。海外ニュースサイト風のコンテンツを作ることができ、Twitterだけでなく、YouTubeやTwitpicなどといった他のメディアコンテンツを追加できる独自機能を持っていた。2020年9月をもってサービスを終了した。
トゥギャッチ
トゥギャッチ（Togech）は、Twitterでの話題を取り上げるメディアサイト。2013年3月立ち上げ。専門のライターが独自にまとめたTwitter上で話題になっている出来事についての記事や、Togetterでまとめられた内容をベースにした記事が配信される。開設当初、記事の執筆は編集プロダクションの有限会社ノオトに依頼していた。トゥギャッター社の吉田によると、Twitter上で話題になっていることでもユーザーがTogetterにまとめを作成してくれないとコンテンツとして発信できず、「Togetterには読み物として情報を発信するニュースメディアの要素が弱かった」ことから、その面を補完する目的で本サイトを立ち上げたという。
2022年3月をもってサイトの更新を停止。以降はTogetter内のオウンドメディア「Togetterオリジナル」としてコンテンツを提供する形式となっていたが、運用方針の転換にかかる諸事情により2024年12月26日をもって「Togetterオリジナル」も更新を終了した。
min.t
min.t（ミント）は、Togetterをよりシンプルにしたツイートまとめサービス。2019年8月に開始。主に作成した自身や仲間内だけで楽しめるようなプライベートなまとめを作れることに重きを置かれており、公開範囲の設定やコメント機能の有無などを設定できる。Togetterにあるような閲覧数ランキングや新着まとめの一覧などは廃されている。2025年1月30日、posfieの開設と同時にサービスを終了。